# Allentown (Pennsylvania)
Allentown település az Amerikai Egyesült Államok Pennsylvania államában, Lehigh megyében, melynek megyeszékhelye is. Lakosainak száma 125 845 fő (2020. április 1.).

## Népesség
A település népességének változása:
| Lakosok száma | 118 032 | 119 104 | 125 845 |
|               | 2010    | 2013    | 2020    |